# 穆尔希达巴德县
穆尔希达巴德县（Murshidabad district）是印度西孟加拉邦的一個縣，位於恒河左岸，在該國東北部，面積5,324平方公里，2011年人口7,102,430，人口密度每平方公里1,334人。

## 外部連結
- Murshidabad district official website （页面存档备份，存于）
- Murshidabad travel information

24°08′N 88°16′E / 24.14°N 88.26°E